# كلاين
كلاين (بالألبانية: Klinë)‏ هي مدينة وبلدية تقع في مقاطعة بيجا شمال غرب كوسوفو. وفقا لتعداد عام 2011، يبلغ عدد سكان المدينة 5,542 نسمة، بينما يبلغ عدد سكان البلدية 38،496 نسمة. تقع المدينة عند ملتقى نهر كلاين ونهر وايت درين.

## الاقتصاد
يوجد في المدينة منجم بوكسيت يُسمى منجم غريبنيك.

## روابط خارجية
- الموقع الرسمي للمدينة